# Midlothian (Teksas)
Midlothian – miasto w Stanach Zjednoczonych, w stanie Teksas, w hrabstwie Ellis.

## Demografia
Według przeprowadzonego przez United States Census Bureau spisu powszechnego w 2010 roku miasto liczyło 18 037 mieszkańców. Natomiast skład etniczny w mieście wyglądał następująco: Biali 88,5%, Afroamerykanie 3,6%, Azjaci 0,8%, pozostali 7,1%.